# Degradation Trip Volumes 1 & 2
Degradation Trip Volumes 1 & 2 — розширена версія другого сольного студійного альбому гітариста американського рок-гурту Alice in Chains Джеррі Кантрелла, що вийшла 2002 року.

## Про альбом
В середині 2002 року Джеррі Кантрелл видав свій другий альбом Degradation Trip, який містив 14 пісень. Це видання стало частиною домовленості зі звукозаписувальною компанією Roadrunner Records, згідно з якою спочатку лейбл випускає звичайний альбом на одному диску, а потім — повнішу версію, що складається з двох частин та відповідає баченню музиканта.
Degradation Trip Volumes 1 & 2 містив загалом 25 пісень, на 11 більше, ніж попереднє видання. Пісні Кантрелла нагадували його творчість в гурті Alice in Chains, та поєднувала важкі гітарні рифи та вокальні гармонії. Деякі з нових композицій порушували питання комерціалізації мистецтва, зокрема «Pro False Idol» та «Dying Inside». Також альбом містив інструментальну композицію «Hurts Don't It?»
В музичному каталозі AllMusic альбом оцінили на чотири зірки з п'яти, зауваживши, що «закривши питання з Alice In Chains (через трагічну смерть вокаліста Лейна Стейлі), можливо, Джеррі Кантрелл нарешті зможе впокоїти деяких зі своїх демонів».

## Список пісень
| Volume 1 | Volume 1                                            | Volume 1   |
| #        | Назва                                               | Тривалість |
| -------- | --------------------------------------------------- | ---------- |
| 1.       | «Psychotic Break»                                   | 4:08       |
| 2.       | «Bargain Basement Howard Hughes»                    | 5:38       |
| 3.       | «Owned»                                             | 5:18       |
| 4.       | «Angel Eyes»                                        | 4:44       |
| 5.       | «Solitude»                                          | 4:00       |
| 6.       | «Mother's Spinning In Her Grave (Glass Dick Jones)» | 3:53       |
| 7.       | «Hellbound»                                         | 6:45       |
| 8.       | «Spiderbite»                                        | 6:37       |
| 9.       | «Pro False Idol»                                    | 7:17       |
| 10.      | «Feel The Void»                                     | 6:56       |
| 11.      | «Locked On»                                         | 5:36       |
| 12.      | «Gone»                                              | 5:08       |

| Volume 2 | Volume 2          | Volume 2   |
| #        | Назва             | Тривалість |
| -------- | ----------------- | ---------- |
| 1.       | «Castaway»        | 4:58       |
| 2.       | «Chemical Tribe»  | 6:35       |
| 3.       | «What It Takes»   | 4:44       |
| 4.       | «Dying Inside»    | 6:25       |
| 5.       | «Siddhartha»      | 6:02       |
| 6.       | «Hurts Don't It?» | 4:46       |
| 7.       | «She Was My Girl» | 3:59       |
| 8.       | «Pig Charmer»     | 8:10       |
| 9.       | «Anger Rising»    | 6:13       |
| 10.      | «S.O.S.»          | 5:06       |
| 11.      | «Give It A Name»  | 4:01       |
| 12.      | «Thanks Anyway»   | 5:26       |
| 13.      | «31/32»           | 7:25       |